# 東海大学付属諏訪高等学校
東海大学付属諏訪高等学校（とうかいだいがくふぞくすわこうとうがっこう、英: Tokai University Suwa Senior High School）は、長野県茅野市玉川に所在する私立高等学校。
日本全国に14校ある東海大学の付属高校のひとつ。略称は、「東海大諏訪（とうかいだいすわ）」。なお、校名変更前は、「東海大三（とうかいだいさん）」の略称であった。学校長の推薦を得ることにより、東海大学および系列大学に優先的に進学することができる。遠方から通学する男子生徒のための寮「望星学塾」がある。

## 教育方針
「建学の精神」をふまえて、社会に対する強い使命感と豊かな人間性を育む教育をめざす。
- 人を愛し人に愛される心豊かで明朗闥達な人間を育成する。
- 心身ともに健康な人間をつくり、不屈の人生態度を育成する。
- 学習意欲を高揚し、基礎学力の修得をはかる。
- 積極的な学校生活体験を基に、自主自立の精神を養う。

## 沿革
- 1963年 - 「東海大学第三高等学校」として開校。普通科・機械科を設置。
- 1970年 - 2号館校舎完成。
- 1973年 - 理数科を設置。機械科の募集を停止。
- 1983年 - 総合体育館完成。
- 1988年 - 普通科にコース制を導入。
- 1988年 - 3号館校舎完成。
- 2004年 - 校名を「東海大学付属第三高等学校」と変更。
- 2009年 - 新校舎が完成し、1月より使用開始。旧3号館校舎・第二体育館の改築工事も完了し、4月より使用開始。
- 2016年 - 4月1日に「東海大学付属諏訪高等学校」に校名変更。

## 学校行事
- 文化祭は「建学祭」と称し、毎年7月に行われる。
- 学園オリンピック：東海大学の提携校から、各分野において選抜された生徒が競い合い、学校間の交流を深める一大イベント。国語・数学・英語・理科・造形・音楽・知的財産・ディベート（以上5月開催）・スポーツ（8月開催）の各部門があり、東海大学関連の各施設にて実施される。

## 部活動
野球部、サッカー部、バスケットボール部、バレーボール部、柔道部など、多くの部で全国大会に進出しており、成果をあげている。1979年11月には、野球部が第10回明治神宮野球大会高等学校の部北信越代表として出場し優勝した。
運動部
- 男子バレーボール部 - 春の高校バレー1回出場、高校総体 2回出場。
- 女子バレーボール部 - 春の高校バレー 10回出場、全国高等学校バレーボール選抜優勝大会 8回出場、高校総体 12回出場（2004年ベスト4）。
- 野球部 - 選抜高等学校野球大会 3回出場、全国高等学校野球選手権大会 1回出場。
- 男子サッカー部 - 全国高校サッカー 2回出場、高校総体 1回出場。
- 女子サッカー部
- 男子バスケットボール部 - ウインターカップ 25回出場、高校総体 32回出場。
- 女子バスケットボール部 - ウインターカップ 20回出場、高校総体 17回出場。
- 水泳部
- 陸上競技部
- 男子バドミントン部
- 女子バドミントン部
- テニス部
- 弓道部
- 柔道部
- 卓球部
- 女子ソフトテニス部
- 少林寺拳法部
- サッカー部
- チアリーディング部
- 男子ハンドボール部
- 女子ハンドボール部

文化部
- 英語部
- コンピュータ部
- 科学部
- 美術部
- 演劇部
- 音楽部
- 書道部
- 吹奏楽部
- 写真部
- インターアクトクラブ
- 茶華道部
- ダンス部

## アクセス
- 茅野駅 徒歩25分

## 校歌
- 作詞：松前重義、作曲：松前紀男

## 著名な出身者

### 野球
- 甲斐拓哉
- 長坂秀樹

### バレーボール
- 小平花織
- 帯川きよら
- 山岸あかね
- 家高七央子
- 小口樹葉

### バスケットボール
- 青野和人
- 鳴海亮
- 宇都宮正
- ザック・バランスキー
- 笹倉怜寿
- 福澤晃平
- 飯島早紀
- 北川直美
- 寺澤大夢
- 井上諒汰
- 野溝利一
- 林瑛司
- 御子柴百香
- 米山ジャバ偉生

### サッカー
- 風間優華
- 瀬戸匠海

### スケート
- 外ノ池亜希
- 吉井小百合
- 名取英理
- 安田直樹

### 陸上
- 両角速
- 塚原直貴

### その他
- 藤森由香（スノーボードクロス）
- 矢崎利加（柔道）
- 平出和也（アルパイン・クライミング）
- 飯山泰（ボートレーサー）
- 矢崎俊輔（作曲家）
- 小口隼也（俳優）
- DJ GOMI

## 著名な教職員・関係者
- 山崎諭（元校長、野球部元監督）